# Poienița, Mureș
Poienița (în maghiară Marosagárd) este un sat în comuna Livezeni din județul Mureș, Transilvania, România.

## Localizare
Localitatea se întinde pe malul pârâului Beu.

## Istoric
Prima atestare documentară este din 1460 sub numele de Agárd. În secolul al XVII-lea s-au stabilit în sat persoane de naționalitate română, apoi a fost construită și o biserică ortodoxă. Biserica reformată a fost edificată în locul bisericii de lemn din secolul al XIX-lea..
Pe Harta Iosefină a Transilvaniei din 1769-1773 (Sectio 128), localitatea a apărut sub numele de „Agard”.

## Locuri
- Vârful Terebici (494 m)[3]